# Mahaica-Berbice
Mahaica-Berbice (regio 5) is een van de tien regio's van Guyana. In 2009 werd Paradise de hoofdplaats van de regio.

## Demografie
Volgens de volkstelling van 2012 telt de regio Mahaica-Berbice zo'n 49.723 inwoners, een daling vergeleken met de volkstelling van 2002.
| Volkstellingsjaar | 1980   | 1991   | 2002   | 2012   |
| ----------------- | ------ | ------ | ------ | ------ |
| Inwoners          | 54.583 | 51.651 | 52.428 | 49.723 |

De Indo-Guyanezen vormen de meerderheid van de bevolking met 55%, gevolgd door Afro-Guyanezen met 33%, mensen van gemengde afkomst (10%) en inheemsen (3%).

## Plaatsen
- Fort Wellington
- Mahaicony
- Moraikobai
- Rosignol
- Weldaad

## Gemeenten
Mahaica-Berbice was in 2022 onderverdeeld in de volgende gemeenten:
1. Farm / Woodlands
2. Chance / Hamlet
3. Abary / Mahaicony
4. Tempe / Seafield
5. Naarstigheid / Union
6. Woodley Park / Bath
7. Bel Air / Woodlands
8. Rosignol / Zeelust
9. Gelderland / No. 3
10. Rising Sun / Profit
11. St. Francis Mission
12. West bank Berbice

Barima-Waini · Pomeroon-Supenaam · Essequibo Islands-West Demerara · Demerara-Mahaica · Mahaica-Berbice · East Berbice-Corentyne · Cuyuni-Mazaruni · Potaro-Siparuni · Upper Takutu-Upper Essequibo · Upper Demerara-Berbice
Fort Wellington · Moraikobai · Rosignol · Weldaad